# Binnenhaven (havensoort)

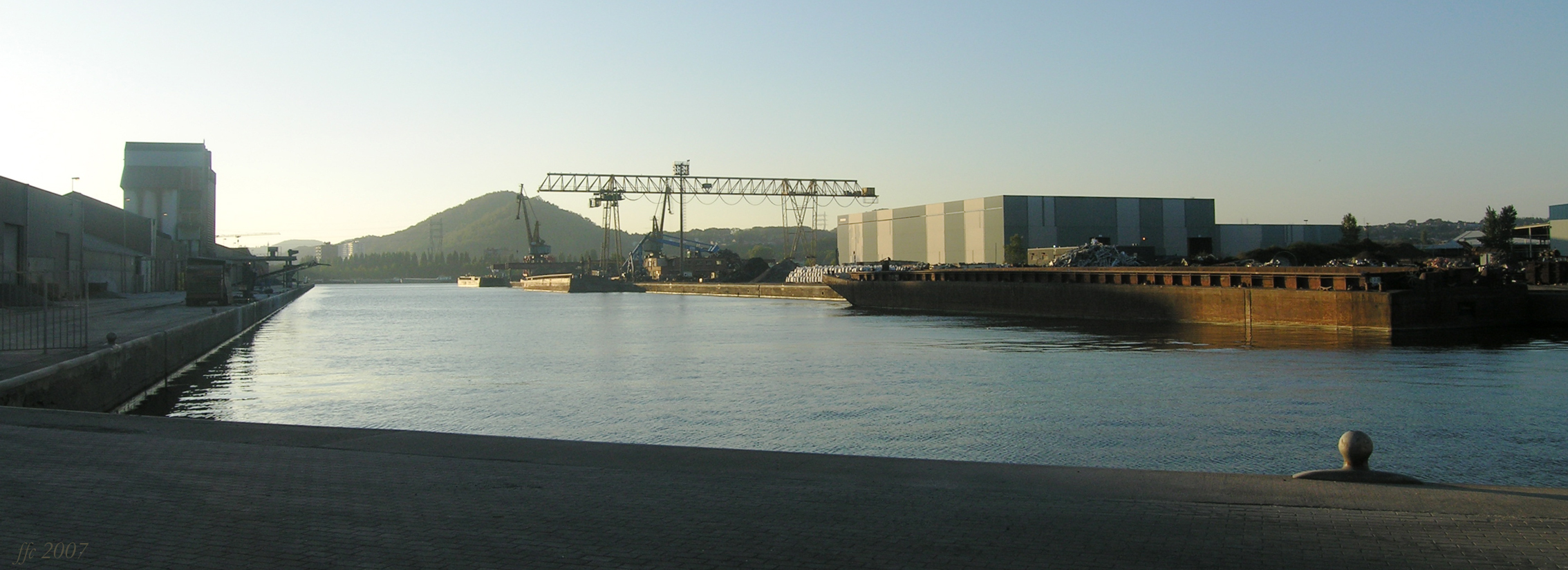
Binnenhaven in Luik

Een binnenhaven is een haven die niet vlak aan zee is gelegen, maar aan een binnenwater of aan de landzijde van een sluis. Dit in tegenstelling tot een buitenhaven, die altijd aan de zeezijde van een sluis is gelegen. Buitenhavens zijn onderhevig aan de werking van het getij en daardoor is het laden en lossen gemakkelijker in een binnenhaven dan in een buitenhaven.
De haven van Antwerpen kende in 1550 al acht binnenhavens (vlieten) en tien aanlegsteigers. De Binnenhaven is een van de oudste binnenhavens van Rotterdam. De grootste binnenhavens van Europa bevinden zich in Duisburg, Parijs en Luik. Verder is de binnenhaven van het Zwitserse Bazel een van de belangrijkere binnenhavens van Europa. Hoewel de containerterminal van City Deep bij Johannesburg met bloktreinen wordt bediend, is deze ook aangemerkt als binnenhaven.

## Stadshaven
Een binnenhaven die in de bebouwde kom ligt wordt ook wel stadshaven genoemd.